# Ika mata
Pour les articles homonymes, voir Ika et Mata.
L’ika mata (« poisson cru », en maori des îles Cook) est une recette de cuisine traditionnelle de la cuisine des îles Cook et des îles du Pacifique, à base de poisson cru mariné au jus de citron vert et agrémenté de crème de noix de coco et de crudités, un des plats rafraîchissants les plus célèbres des Îles Cook.

## Recette
Pour réaliser cette recette simple et rapide, faire mariner au frais environ une heure du poisson cru coupé en cubes (la consommation de poisson cru implique du poisson très frais, thon, daurade, carangue, poisson-perroquet, espadon, mahi-mahi, bar, cabillaud) dans du jus de citron vert (le citron parfume et cuit le poisson). Ajouter de la crème de noix de coco et des crudités en petits cubes (tomate, carotte, concombre, oignon). Saler et relever au poivre, au piment, à la menthe fraîche ou à la coriandre. Servir par exemple dans des noix de coco avec des tranches de citron vert et déguster frais en entrée ou en plat principal,.